# تبختر

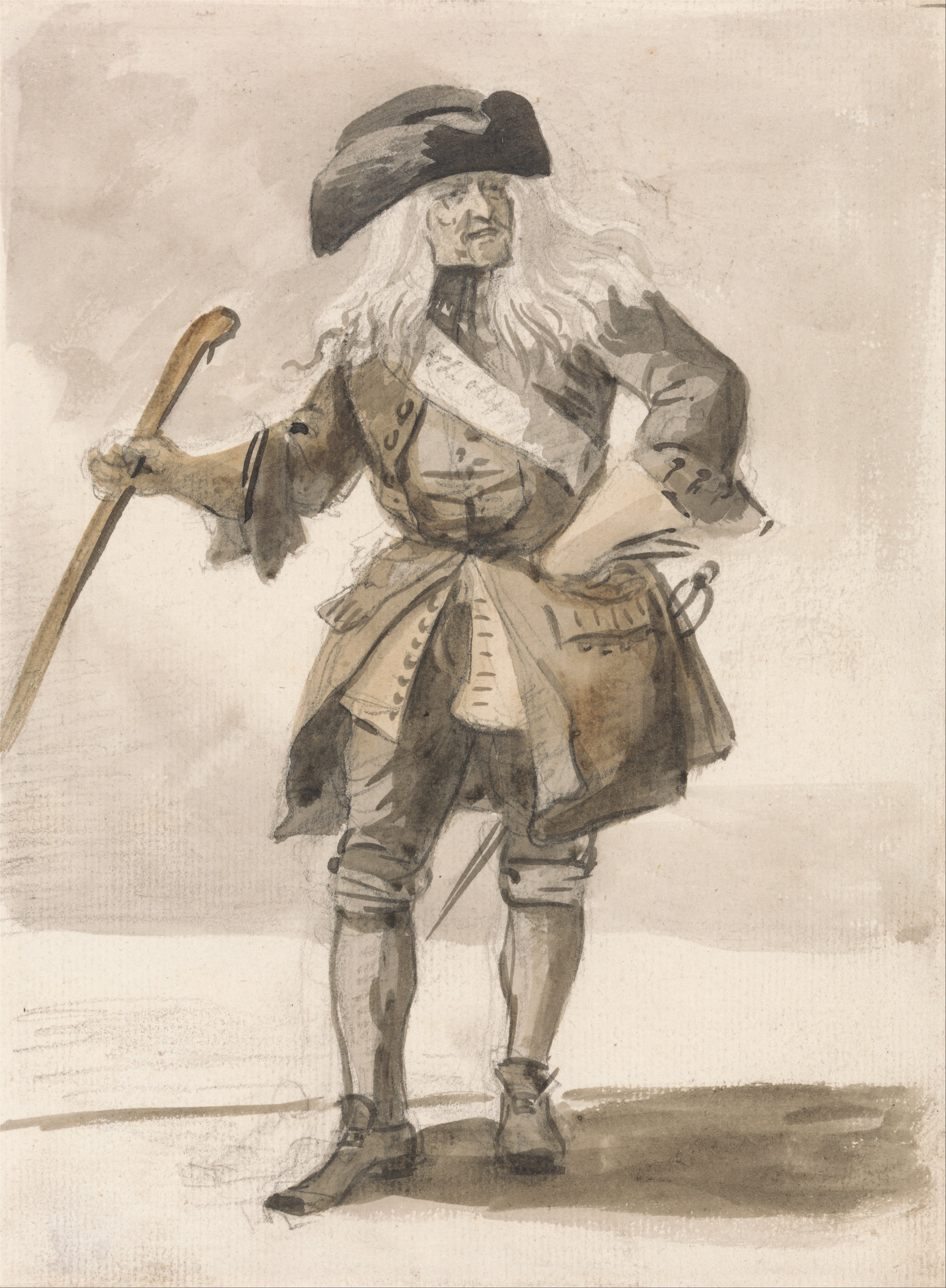
رجل يمشي متبخترًا — أحد صرخات لندن الاثنا عشر التي رسمها باول ساندباي من الحياة ونشرت عام 1760 م.

التبختر هو طريقة المشي بتفاخر تأثراً برغبة الإنسان في تأكيد سيطرته ونفوذه، والتي تأخذ مساحة أكبر من المساحة المطلوبة للحركة العادية وتختلف المشية على وجه التحديد باختلاف شخصية الإنسان والموضة السائدة، ولكنها تتميز عمومًا بطريقة حرة ودائرية بدلاً من المشي بطريقة راسخة. وكانت تلك المشية تتميز بين أبناء «الكوكني» (بالإنجليزية: كوكنية) في شرق لندن بـ مشية البائع المتجول والتي أصبحت هَوس رقصة مشية لامبث. عرفت تلك المشية بين الأمريكيين الأفارقة باسم مشية حمار الجاز أو مشية الديوث. وكان الممثل جون واين معروفًا بمشيته المتبخترة والتي أصبحت عنصرًا مميزًا في تمثيله على الشاشة.
يمكن استخدام عصا خيزران كأنها عصا المشي كجزء من أداء هذه المشية المتبخترة. أما في العسكرية، فقد أخذ هذا شكل استخدام عصا الضباط القصيرة - وهي عصا عديمة الفائدة في الارتكاز ولكنها تستخدم فقط في الإيماء والتوجيه.
تعرف اللوحات التي تقف فيها الشخصيات بطريقة متفاخرة في فن الخلق العظيم بمسمى لوحات التفاخر ولقد أقام متحف تيت معرضًا لهذه اللوحات عام 1992م، وعرضت فيها أعمال وليام دوبسون وأنطوني فان ديك وبيتر ليلي.